# Macroclinium
Macroclinium är ett släkte av orkidéer. Macroclinium ingår i familjen orkidéer.

## Dottertaxa tillMacroclinium, i alfabetisk ordning[1]
- Macroclinium aduncum
- Macroclinium alleniorum
- Macroclinium aurorae
- Macroclinium bicolor
- Macroclinium biflorum
- Macroclinium borjaense
- Macroclinium brasiliense
- Macroclinium calceolare
- Macroclinium chasei
- Macroclinium christensonii
- Macroclinium coffeicolum
- Macroclinium confertum
- Macroclinium cordesii
- Macroclinium dalessandroi
- Macroclinium dalstroemii
- Macroclinium dentiferum
- Macroclinium doderoi
- Macroclinium escobarianum
- Macroclinium exiguum
- Macroclinium generalense
- Macroclinium glicensteinii
- Macroclinium hirtzii
- Macroclinium junctum
- Macroclinium lexarzanum
- Macroclinium lilacinum
- Macroclinium lineare
- Macroclinium lueri
- Macroclinium manabinum
- Macroclinium mirabile
- Macroclinium montis-narae
- Macroclinium oberonia
- Macroclinium pachybulbon
- Macroclinium paniculatum
- Macroclinium paraense
- Macroclinium perryi
- Macroclinium ramonense
- Macroclinium robustum
- Macroclinium roseum
- Macroclinium simplex
- Macroclinium villenarum
- Macroclinium wullschlaegelianum
- Macroclinium xiphophorus